# NGC 7154
NGC 7154 este o galaxie situată în constelația Peștele Austral. A fost descoperită în 23 septembrie 1834 de către John Herschel. Se află la o distanță de 36,87 de megaparseci de Pământ.